# The Darkroom
The Darkroom is een Amerikaanse mystery-thriller uit 2006 onder regie van Michael Hurst. Deze schreef het verhaal van de film zelf, samen met Mark A. Altman.

## Verhaal
Een man, van wie nooit de naam is achterhaald (Reed Diamond), werd vijftien jaar geleden door een automobilist verdwaasd rondwandelend aangetroffen, met zijn handen volledig onder het bloed. Hij werd destijds in een psychiatrische kliniek opgenomen, waar bleek dat hij zich compleet niets meer kon herinneren van zijn leven tot aan dat moment. Daar is in de vijftien jaar sindsdien ondanks allerhande pogingen niets in veranderd.
Dr. Allen (Ellie Cornell) meldt zich vervolgens met een experimenteel middel, dat de man mogelijk kan helpen. Het kan echter heftige bijwerkingen hebben, dus de man moet wel vastgeboden worden, waar hij mee instemt. Ondanks inderdaad flinke lichamelijk schokken, lijkt het zijn geheugen weinig te helpen. Wanneer er vervolgens een opstootje in de gang ontstaat met een andere patiënt, maakt de man gebruik van de consternatie om weg te lopen uit de kliniek. Op straat komt hij erachter dat hij kampt met een bijwerking van het medicijn. Tijdens dromen en plotselinge hallucinaties ziet hij een humanoïde, slijmerig monster met grote scherpe klauwen bloedbaden aanrichten onder mensen in zijn omgeving. Wanneer zo'n droom of hallucinatie voorbij is, blijkt er met deze mensen niets aan de hand.
De man ziet vervolgens in een park hoe Stanley (Shawn Pyfrom) door klasgenoten beroofd wordt van zijn nieuwe jas. Hij is te laat om in te grijpen, maar raakt bevriend met Stanley, die verder geen vrienden heeft. Deze vertelt hem over zijn alcoholistische moeder Cheryl (Lucy Lawless) en stiefvader Bob (Greg Grunberg), aan wie hij een hekel heeft. Hoe langer de man met Stanley omgaat en met hem meegaat naar de plaatsen die deze bezoekt, hoe meer plaatsen uit zijn hallucinaties en dromen hij tot zijn verrassing herkent. Een van deze plaatsen is de doka (donkere kamer - darkroom) aan huis bij Bob, die voor zijn hobby dagelijks fotografeert. Hier herkent de man op een van de foto's een meisje, dat in zijn dromen gruwelijk mishandeld wordt.

## Rolverdeling
- Julian Berlin - Loretta, de serveerster waar Stanley gek van is
- Chris Ellis - Jackson
- Erin Foster - Kimberly, Stanleys vroegere vriendin en beschermster, die op een dag plotseling uit zijn leven verdween
- Jesse James - J-Dawg
- James Parks - Dwayne
- Richard Riehle - Emilio
- Jimmy Shubert - Sheriff
- Damian Young - Dr. Freeman